# Ходзьо Удзіцуна
Ходзьо Удзіцуна (*北条 氏綱, 1487 — 10 серпня 1541) — даймьо Одавара періоду Сенґоку у 1519—1541 роках.

## Життєпис

### Молоді роки
Походив з самурайського роду Ґо-Ходзьо. Син Ходзьо Соуна, та Нан'йоін-оно. Народився 1487 року, отримавши ім'я Тійомару (千代丸). Замолоду став брати участь у військових походах. 1510 року отримав у подарунок китайську фітільну рушницю, що стала першою вогнепальною зброєю в Японії. 1512 року разом з батьком він підписав листа подяки васалам клану Ґо-Ходзьо. На думку дослідників це доводить, що з цього часу Удзіцуна вважався спадкоємцем батька.

### Боротьба за Канто
У вересні 1519 роки після смерті свого батька Ходзьо Удзіцуна успадкував родинні володіння в регіоні Канто. Своїм головним замком обрав замок Одаваро. Розширив практику батька з проведення кенті (земельної ревізії). У 1522 році змінив родове ім'я «Ісе» на «Ходзьо», апелюючи до спадщини давнього роду Ходзьо, колишнього володаря земель Ідзу, яким Удзіцуна став володіти (саме з цього часу його рід став відомий як Ґо-Ходзьо — Пізні Ходзьо).
У січні 1524 року Ходзьо Удзіцуна вирушив у похід на замок Едо в центрі Канто, який належав даймьо Уесуґі Томоокі (з гілки Огігаяцу). Останній відмовився передати його Ходзьо. У битві при Таканавахара Ходзьо Удзіцуна зміг обійти противника і атакував його сили з тилу, в результаті чого Томоокі зазнав поразки і відступив до Едо, але місцевий комендант Ота Суетада вступив в таємні перемовини з Ходзьо і здав йому фортецю. Того ж року уклав мирний договір з Такеда Нобутора. Замок Едо Удзіцуна перетворив на потужну базу для підкорення усього Канто. Задля зміцнення позицій уклав шлюбний договір з родоу Коґе.
Після здобуття Едо почалася 17-річна війна з кланом Уесуґі за провінцію Канто. Ініціатива разом з успіхом переходила від однієї сторони до другої. У 1526 році Ходзьо Удзіцуна зазнав поразки від Сатомі Санетака, союзника роду Уесуґі, внаслідок чого було втрачено місто Камакура, яку було спалено. Однією з причин поразок було те, що Ходзьо не мав змоги виставити у битві усі сили, оскільки частина була відволічена вторгненням військ Уесуґі-Огігаяцу.
Незабаром проти Ходзьо Удзіцуни виступив Імаґава Йосімото, даймьо провінції Суруґа. Супротивник також уклав союз з родом Такеда Нобутора. Боротьба велася за володіння на північ від річки Фудзі. У липні 1526 року в битві при Насінокідайра Ходзьо Удзіцуна від зазнав поразки війська Такеда Нобутора.
У 1530 році в битві при Одзавахарі Ходзьо Удзіцуна завдав поразки Уесуґі Томоокі з гілки Огігаяца. В 1535 війни з останнім відновилися. скориставшись тим, що Ходзьо Удзіцуна боровся проти клану Такеда в провінції Каї, Уесуґі Томоокі напав на володіння Ходзьо. Проте Удзіцуна встиг повернутися і розбив військо Уесугі біля Іруми. У 1537 році скориставшись смертю свого супротивника і передачею влади його синові Уесуґі Томосада, захопив замок Кавагое, остаточно закріпивши за собою провінцію Канто.
Слідом за цим Удзіцуна рушив на підкорення провінції Сімоси в районі Токійської затоки. У 1537 році Асікаґа Йосіакі (з гілки Оумі) і Сатомі Йосітака уклали союз, спрямований проти Ходзьо Удзіцуни. У 1538 році радники рекомендували Асікаґа Йосіакі атакувати Ходзьо до переправи через річку Тонегави, але він не послухався цієї поради. Сатомі Йоситака і старший син Йосіакі — Мотойорі виступили назустріч Ходзе Удзіцуна. У Першій битві при Конодай армія Удзіцуни здобула перемогу над Асікаґа Мотойорі, який загинув. Його батько Асікаґа Йосіакі намагався врятуватися втечею, але зрештою також загинув. Після цього ініціатива у війні перейшла на бік Ходзьо Удзіцуни, який підпорядкував собі провінцію Сімоса.

### Останні роки
До кінця свого правління Ходзе Удзіцуна відбудував місто Камакура, а також замки Одавара і Едо. Багато самураїв з усіх кінців Японії приходили на службу до Ходзьо Удзіцуни. 1539 року військо Ходзьо захопив провінцію Ава в Канто, завдавши поразки військам Коґа Йосіакі. У серпні 1541 року він помер. Усі володіння спадковував син Ходзьо Удзіясу. 

## Творчість
Перед смертю склав «Настанови» (присвятив спадкоємцю — Удсіясу), де формулюється, що і як повинен робити даймьо, щоб залишити вірними васалів, зберегти володіння та перемогти у битві, набути союзників. Зауважується, що необхідно бути милостивим до підданих, не ставитися з презирством до супротивника.